# August von Gödrich
August von Gödrich o Anton Gödrich (Gerlsdorf-Fulnek, 25 de setembre de 1859 – Fulnek, 16 de març de 1942) va ser un ciclista alemany que va participar en els Jocs Olímpics d'Atenes de 1896.
Gödrich va prendre part en la cursa en línia per carretera, de 87 km entre Atenes i Marató i tornada a Atenes, aconseguint la segona posició, per darrere el grec Aristidis Konstandinidis.